# ريمون بالمر
ريمون بالمر (بالإنجليزية: Raymond A. Palmer) (و. 1910 – 1977 م) هو محرر، ومؤلف، وروائي، وناشر (حرفة)، وكاتب، وكاتب خيال علمي أمريكي، ولد في ميلواكي، ويسكنسن، توفي في بورتاغ، عن عمر يناهز 67 عاماً.